# Institut Zvěstování Panně Marii

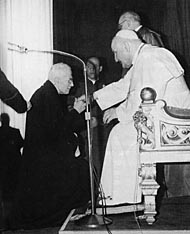
Zakladatel Alberione s papežem Janem XXIII.

Institut Zvěstování Panně Marii (italsky: Instituto Maria Santissima Annunziata), častěji Anunciatinky (počeštěně Zvěstovatelky), je římskokatolický sekulární ženský institut, součást Paulínské rodiny. 
Anunciatinky založil bl. Jakub Alberione roku 1958. Oficiálně byl institut uznán papežem Janem XXIII. v roce 1960. Tvoří jej zasvěcené ženy, žijící podle evangelijních rad ve svém světském stavu v rámci svých sociálních závazků. Zvláštním posláním Institutu je sloužit a spolupracovat s Církví, přinášet Ježíše Mistra a šířit křesťanskou etiku, především s využitím moderních prostředků komunikace.

## Anunciatinky ve světě
V roce 2007 institut čítal téměř 700 zasvěcených žen po celém světě. Působí ve 20 zemích (Argentina, Bolívie, Brazílie, Kanada, Chile, Kolumbie, Jižní Korea, Salvador, Filipíny, Honduras, Itálie, Mexiko, Nová Guinea, Peru, Polsko, Portugalsko, Rumunsko, Španělsko, USA, Venezuela), největší skupinu tvoří Italky (369 žen). Díky zázračnému uzdravení mexické anunciatinky Marie Gonzalez Rodriguez z nevyléčitelné nemoci byl blahořečen Jakub Alberione . 